# Camille Hurel
Camille Hurel (7 de febrero de 1998) es una modelo francesa. Es la modelo con el récord de desfiles en la semana de la moda primavera/verano 2017.

## Carrera
Formá pate de un concurso de modelaje en París en 2014 y fue seleccionada como finalista. Su primer desfile fue en 2015. Ha completado 52 eventos en primavera de 2017.